# Neprůbojní
Neprůbojí je výtvarná skupina oficiálně založená v roce 1992, působící v Olomouci a okolí. Jejími spoluzakladateli jsou Zbyněk Kulvait, Eleonora Pražáková, Hana Teplá, Miroslav Urban a Jindřich Walla. Uspořádali několik společných výstav, v prosinci 1991 pod názvem Neprůbojní v Základní umělecké škole v Olomouci, 13.-30. dubna 1992 pod názvem Neprůbojní v Galerii půda v Olomouci, 13. dubna - 1. června pod názvem Sebrané práce (Eleonora Pražáková, Hana Teplá, Miroslav Urban) na zámku Tovačov a 31. ledna - 24. února 2012 pod názvem Neprůbojní po dvaceti letech v Galerii Caesar v Olomouci.
6. prosince 2013 – 28. února 2014 proběhla výstava Eleonory Pražákové pod názvem Eleonora Pražáková Řád, energie, světlo v Divadle hudby v Olomouci, představující soubor rýsovaných kreseb a nejnovější tvorbu autorky.